# Лазебник, Леонид Борисович
Леонид Борисович Лазебник (род. 11 января 1941, Москва) — советский и российский деятель здравоохранения, терапевт высшей категории. Доктор медицинских наук (1991), профессор (1992). Профессор МГМСУ. Главный терапевт Департамента здравоохранения г. Москвы (1993—2012). Директор Центрального НИИ гастроэнтерологии (2001—2012). Главный внештатный геронтолог Министерства здравоохранения РФ (1995—2001).

## Биография
Я терапевт. Со студенческих лет меня влекла именно эта специальность, позволяющая системно оценить изменения в организме человека при любой болезни, носящей, казалось бы, локальный характер.
Окончил по специальности «Лечебное дело» медицинский факультет 1-го Московского медицинского института, где учился в 1958—1965 гг., и сразу затем же в 1967 г. (досрочно) — клиническую ординатуру при кафедре факультетской терапии этого института. В 1967-70 гг. ординатор клиники института, одновременно работал выездным врачом кардиологической бригады Московской станции скорой помощи. Канд. мед. наук (1971).
В 1970—1993 годах ассистент, доцент, профессор кафедры терапии Московского медицинского стоматологического института (ММСИ, ныне МГМСУ), а в 1993 г. организовал и возглавил там кафедру геронтологии и гериатрии факультета усовершенствования врачей. Работал в этом институте до 1995 года.
С 1993 г. возглавлял кафедру геронтологии и гериатрии ММСИ (до 1995 г.), затем её же — в 1995—2001 гг. — в Медицинской академии последипломного образования РФ (РМАПО), а в 2003—2014 гг. заведующий кафедрой терапии, гериатрии и профилактики (с 2013, с 2008 — кафедра терапии, гериатрии и апитерапии) Московского государственного медико-стоматологического университета (МГМСУ) (фактически начиная с ММСИ это была одна и та же кафедра, менялась только её подчиненность). Ныне профессор кафедры поликлинической терапии МГМСУ.
С 1993 по 2012 год главный терапевт Департамента здравоохранения г. Москвы.
С 1995 по 2001 г. главный внештатный специалист по геронтологии Министерства здравоохранения РФ.
С 1998 по 2003 год председатель межведомственного науч. совета по геронтологии и гериатрии при РАМН и Минздраве РФ.
Организатор 1-го Российского съезда гериатров и геронтологов (Самара, 1999).
Как отмечают, благодаря активной позиции Л. Б. Лазебника в России появилась новая специальность — врач-гериатр.
В 2001—2012 годах директор Центрального научно-исследовательского института гастроэнтерологии (ЦНИИГ), г. Москва.
Под его руководством защищены 17 докторских и более 70 кандидатских диссертаций.
В 1971 г. защитил кандидатскую диссертацию по теме «Лечение нарушений сердечного ритма аспарагинатом калия и магния (клинико-экспериментальное исследование)». В 1991 г. защитил докторскую диссертацию по теме «Диагностика и лечение ишемической болезни сердца у больных с хроническими обструктивными заболеваниями легких».
Президент Общероссийской общественной организации «Научное общество гастроэнтерологов России» (НОГР), член Президиума Национальной Медицинской Палаты, член правления Московского городского научного общества терапевтов, вице-президент Всероссийского научного общества геронтологов при РАН, член правления Российской ассоциации по остеопорозу, Российской ассоциации по менопаузе, член Общественного совета города Москвы (член её комиссии по улучшению качества жизни москвичей), Американской гастроэнтерологической ассоциации (AGA) и Всемирной гастроэнтерологической организации (WGO).
Академик общественных организаций РАЕН (1997) и МАИ.
Главный редактор журнала «Экспериментальная и клиническая гастроэнтерология», член редколлегии «Всемирного гастроэнтерологического журнала» и «Клиническая геронтология», «Старшее поколение».
Лауреат премии правительства г. Москвы за 2000 г. и премии РАМН по кардиологии им. А. М. Мясникова (1999, совместно с академиком РАМН Л. И. Ольбинской — за монографию «Донаторы оксида азота»).
Победитель Московского конкурса «Менеджер года — 2006» в номинации «Здравоохранение».
В 2007 г. награждён орденом Почета ПМР.
В феврале 2016 г. Всемирная медицинская конференция World’s Biggest Scientific Events присвоила Л. Б. Лазебнику международную премию «International Health Care Award — 2016».
Также отмечен медалями «Ветеран труда» и «850 лет Москвы», знаком «Отличник здравоохранения».
Является автором более 800 научных работ, 14 монографий, 25 изобретений.
Автор книг по апи- и фитотерапии:
- Лечение медом, продуктами пчеловодства и лекарственными травами / А. П. Сельцовский, Л. Б. Лазебник, В. И. Касьяненко [и др.]. — М.: Анахарсис, 2007. — 328 с.
- Апи- и фитотерапия / Л. Б. Лазебник, В. И. Касьяненко, И. А. Комиссаренко, Е. А. Дубцова. Медпрактика-М, 2011. 376 с. ISBN 978-5-98803-235-9